# 300. pr. Kr.
◄ | 4. stoljeće pr. Kr. | 3. stoljeće pr. Kr. | 2. stoljeće pr. Kr. | ►
◄ | 330-ih pr. Kr. | 320-ih pr. Kr. | 310-ih pr. Kr. | 300-ih pr. Kr. | 290-ih pr. Kr. | 280-ih pr. Kr. | 270-ih pr. Kr. | ►
◄◄ | ◄ | 303. pr. Kr. | 302. pr. Kr. | 301. pr. Kr. | 300 pr. Kr. | 299. pr. Kr. | 298. pr. Kr. | 297. pr. Kr. | ► | ►►
Astronomija

## Događaji

### Istočno Sredozemlje
- Demetrije I., koga nakon poraza u kod Ipsa atenjani odbijaju prihvatiti, napada Lizimaha na poluotoku Kersonu, a svoje trupe koje su ostale u Grčkoj stavlja pod komandu Pira
- Agatoklo (Sirakuza) osvaja Krf
- oko 300. pr. Kr. – Zenon iz Kitija osniva stoicizam, jednu od antičkih filozofskih škola
- oko 300. pr. Kr. – Grk Timokar sastavlja zvjezdani katalog

### Zapadno Sredozemlje
- Lex Ogulnia daje plebejcima pravo na obavljanje svećeničkih dužnosti pontifexa i augura
- neka etruščanska područja postaju rimske kolonije

### Afrika
- oko 300. pr. Kr. – Glavni grad nubijskog kraljevstva Kuš premješta se iz Napate u Meroe
- oko 300. pr. Kr. – U Etiopiji je osnovan grad Aksum

### Azija
- oko 300. pr. Kr. – Sastavljen je središnji tekst Džainizma
- oko 300. pr. Kr. – U indijskom Maurijskom carstvu Bindusara nasljeđuje svog oca Čandraguptu
- oko 300. pr. Kr. – U Šri Lanki nastaje prvo budističko kraljevstvo
- oko 300. pr. Kr. – U Kini (Junan) se gradi prvi viseći most ovješen na željezni lanac

### Amerika
- oko 300. pr. Kr. – U Meksiku se gradi grad Teotihuacan

## Rođenja
- oko 300. pr. Kr. – Lu Buvei, kineski filozof, trgovac i političar (†236./235. pr. Kr.)

## Smrti
- oko 300. pr. Kr. – Euklid, grčki matematičar (*oko 365. pr. Kr.)